# Boulevard Boisson
Le boulevard Boisson est une voie marseillaise située dans le 4e arrondissement de Marseille. 

## Situation et accès
Elle va du boulevard de la Blancarde au boulevard Chave.
Cette rue transversale traverse le quartier de La Blancarde du nord au sud. Elle est parallèle à la ligne de Marseille-Saint-Charles à Vintimille sur toute sa longueur.

## Origine du nom
La rue doit son nom à Joseph Eugène Boisson qui acquiert en 1842 une propriété et qui décide d'y percer une voie qui deviendra ce dit boulevard.

## Historique
En 1848, Joseph Eugène Boisson perce une voie allant du chemin vicinal n°6 de Saint-Julien (devenu boulevard de la Blancarde) à l'impasse des Bombinettes. Le 13 mars 1900, la voie est prolongée à la traverse de Pierres-de-Moulins.

## Bâtiments remarquables et lieux de mémoire
- Au numéro 86 se trouve la paroisse Saint-Calixte.
- Au numéro 90 se trouve le gymnase Vallier.
- Au numéro 144 se trouve la Villa Magali, lieu de résidence de Lazarine Nègre, dite Lazarine de Manosque.